# Stas Shurins
 (juillet 2024).
Si vous disposez d'ouvrages ou d'articles de référence ou si vous connaissez des sites web de qualité traitant du thème abordé ici, merci de compléter l'article en donnant les références utiles à sa vérifiabilité et en les liant à la section « Notes et références ».
 (juillet 2024).
- Si vous ne connaissez pas le sujet, laissez ce bandeau (vous pouvez alors contacter les auteurs).
- Si vous supprimez le contenu mis en cause (vous pouvez préalablement contacter les auteurs),

argumentez précisément cette suppression dans la page de discussion
(un manque de référence n'est pas un argument ; une recherche réelle de référence doit avoir été effectuée, être formellement documentée).
Stas Shurins (en letton : Stas Šurins), de son vrai nom Stanislav Andriïovitch Chourine, est un chanteur letton. Il est d'origine russe et a la citoyenneté lettone. Il est le grand vainqueur de la Fabrika Zirok 3 (Star Academy ukrainienne).

## Biographie

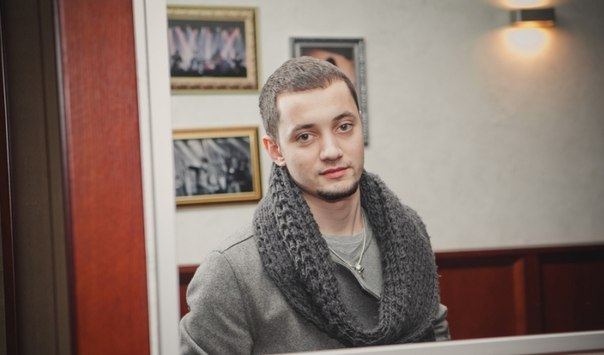
Stas Shurins in 2013

Dès l’enfance, Stas admire la danse, la musique et les langues étrangères. Il a commencé à chanter avant même de parler et a pris des cours de danse dès l’âge de 4 ans. À 5 ans, les parents de Stas l’ont inscrit dans la deuxième école de musique la plus réputée de Riga.
À 7 ans, il arrive à l’enseignement scolaire de qualité no 44, mais l’école ferma ses portes et il dut poursuivre la formation dans le gymnase Purmtsevskiy de Riga. Il a pu y apprendre 4 langues. Son amour pour les langues étrangères lui a permis non seulement de chanter des chansons en russe, mais aussi en français et en anglais.
En Lettonie, il a eu la médaille d’argent pour son diplôme d’étude secondaire.
Il a également participé au concours « Shans Molodim - 2005 »
En janvier 2006, il a remporté le concours « Vidkribaemo Talanti », ce qui lui a permis de prendre des leçons de chant et de l'apprentissage dans les services professionnels. En juillet de la même année, Stas a participé à un grand concert de charité pour les enfants des orphelinats et des internats dathalskyh.
En 2009, il intègre la troisième saison de la Fabrika Zirok qui est l’équivalent de la Star Academy en Ukraine.
En avril 2010, Stas intègre la Fabrika.Superfinal, une émission permettant aux anciens élèves des trois saisons de Fabrika Zirok de revenir en compétition.
Le 26 février 2011, Stas fait partie du casting de Tantsi z Zirkami, la version ukrainienne de Danse avec les Stars.
Stas Shurins participe à l'édition 2021 de Deutschland sucht den SuperStar.

## Fabrika Zirok 3

### Son Parcours
Fin septembre 2009, Stas Shurins intègre la Fabrika Zirok pour la saison 3. Rapidement, il se voit adorer du public ukrainien ainsi que russe. Le 27 décembre, Stas se classe parmi les 8 finalistes avec Erika, les frères Borissenko, Oleksi Matias, Eva Bushmina, Mikola Serga, Sabrina et Irina Krestinina. 
Le soir de la finale du 31 décembre 2009, Stas Shurins et Erika interprètent un duo qu’ils ont écrit ensemble, intitulé « Niè Vmestiè » (Pas ensemble). De là, on apprend que Stas et Erika sont en couple.
Juste avant les douze coups de minuit annonçant la nouvelle année 2010, les résultats font de Stas Shurins le nouveau vainqueur de la Fabrika Zirok saison 3 juste devant Oleksi Matias.

### Chansons écrites par lui-même
- Serdtse (Nomination 3e semaine)
- Niè Skhodi s Uma (Nomination 8e semaine)
- Niè Vmestiè (avec Erika) (Finale)

## Le groupe « Stereo »
En janvier 2010, Stas Shurins monte le groupe Stereo avec sa copine de l’époque Erika. Ensemble, ils participent aux qualifications pour représenter l’Ukraine au Concours Eurovision de la chanson 2010 avec la chanson « Niè Skhodi S Uma » mais ce sera finalement la chanteuse Alyosha qui représentera l’Ukraine à Oslo. 

Le groupe finit par se séparer tout comme le couple.

## Fabrika Superfinal

### Son parcours
Le 14 mars 2010 a débuté la Fabrika.Superfinal, une émission permettant à 16 candidats des saisons 1, 2 et 3 de devenir la superstar de la Fabrika Zirok. Parmi les candidats de retour, on compte la gagnante de la saison 1 (2007), Olia Tsiboulskaïa ainsi que le duo gagnant de la saison 2 (2008) Vladimir Dantes et Vadim Oliïnik. Mais Stas retrouve également ses camarades de la saison 3, Eva Bushmina, Kolia Serga, Oleksi Matias et Erika. 

Le 16 mai a lieu la demi-finale de la Fabrika. Superfinal mais au plus grand étonnement du public, c'est Dima Kadian, pourtant sans grande popularité et dernier des sondages, qui accède à la finale avec Erika et Oleksi Matias. 

Stas Shurins quitte donc l’aventure Fabrika. Superfinal, ce qui permettra à Oleksi Matias (arrivé juste derrière Stas lors de la saison 3) de remporter la finale le 23 mai 2010.

## Discographie

### Album
- 2012 - Round 1 (Раунд 1)
- 2013 - Estesstvenniï Otbor (Естесственный отбор)

### Singles
Chansons
- 2009 : Serdze (Сердце)
- 2009 : Ne shodi s uma (Не сходи с ума)
- 2010 : Dojd (Дождь) - Chanté lors de la Fabrika.Superfinal
- 2010 : Bud Soboï (Будь собой) - Chanté lors de la Fabrika.Superfinal
- 2010 : Zima (Зима)
- 2011 : Davaï Znakomit'sia (Давай знакомиться)
- 2011 : Khvatit (Хватит)

Officielle des singles
- 2012 : Nebo-krov (Небо-кровь)
- 2012 : Prosti (Прости)
- 2012 : I Don't Care
- 2012 : I.P.O.D. (In a Place Of Depth)
- 2013 : Take
- 2013 : Ty moyo (Ты моë)
- 2013 : Poka ty so mnoi (Пока ты со мной)
- 2013 : Why (Eurovision casting)